# Liste der Biografien/Zan
Liste der Biografien |
Portal Biografien |
Personensuche
# |
A |
B |
C |
D |
E |
F |
G |
H |
I |
J |
K |
L |
M |
N |
O |
P |
Q |
R |
S |
T |
U |
V |
W |
X |
Y |
Z |
?
 
Za |
Zb |
Zc |
Zd |
Ze |
Zf |
Zg |
Zh |
Zi |
Zj |
Zk |
Zl |
Zm |
Zn |
Zo |
Zr |
Zs |
Zu |
Zv |
Zw |
Zy |
Zz
 
Zaa |
Zab |
Zac |
Zad |
Zae |
Zaf |
Zag |
Zah |
Zai |
Zaj |
Zak |
Zal |
Zam |
Zan |
Zao |
Zap |
Zaq |
Zar |
Zas |
Zat |
Zau |
Zav |
Zaw |
Zax |
Zay |
Zaz
Die Liste der Biografien führt alle Personen auf, die in der deutschsprachigen Wikipedia einen Artikel haben. Dieses ist eine Teilliste mit 509 Einträgen von Personen, deren Namen mit den Buchstaben „Zan“ beginnt.

## Zan
- Zan, Alessandro (* 1973), italienischer Politiker, Mitglied der Camera dei deputati
- Zan, Gökhan (* 1981), türkischer Fußballspieler
- Zan, Hüseyin (1930–2011), türkischer Schauspieler
- Zan, Koethi, US-amerikanische Krimiautorin
- Žan, Robert (* 1967), jugoslawischer Skirennläufer
- Zan, Tomasz (1796–1855), polnischer Dichter

### Zana
- Zana, Filippo (* 1999), italienischer Radrennfahrer
- Zana, Leyla (* 1961), kurdische Politikerin und MenschenrechtsaktivistinLeyla Zana (* 1961)

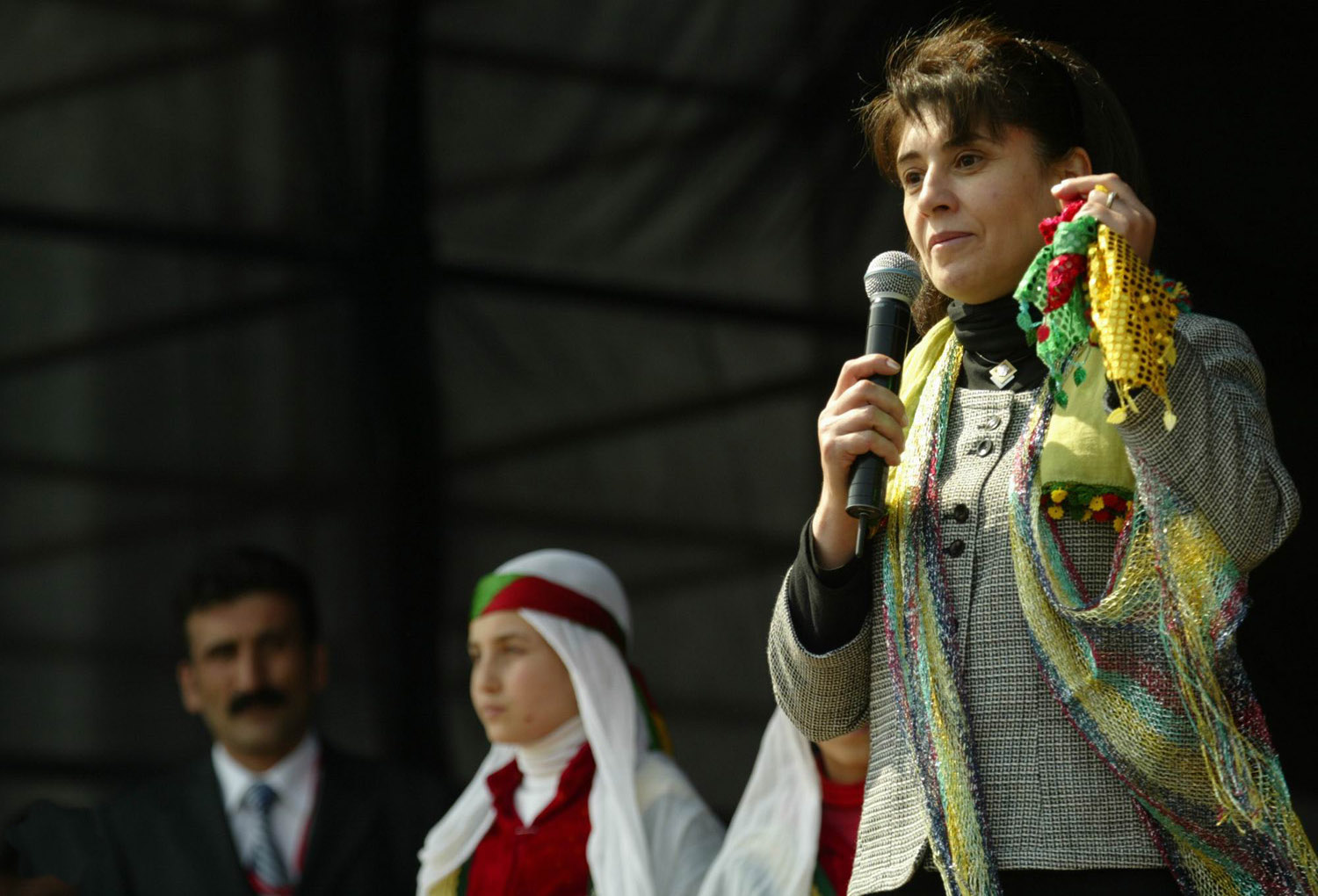
Leyla Zana (* 1961)

- Zana, Mehdi (* 1940), kurdischer Politiker
- Zanach, Jakob, deutscher, lutherischer Schriftsteller und Verlagsbuchhändler
- Zanaga, Adriano (1896–1977), italienischer Radrennfahrer
- Zananavičius, Albinas (* 1971), litauischer Diplomat und Politiker
- Zanandréa, Girônimo (1936–2019), brasilianischer Geistlicher und römisch-katholischer Bischof von Erexim
- Zanardelli, Giuseppe (1826–1903), italienischer Jurist und Staatsmann
- Zanardi Landi, Caroline Franziska Gräfin († 1935), Autorin und „geheime Tochter“ von Königin Elisabeth von Österreich-Ungarn
- Zanardi, Alessandro (* 1966), italienischer Automobilrennfahrer und Handbike-FahrerAlessandro Zanardi (* 1966)

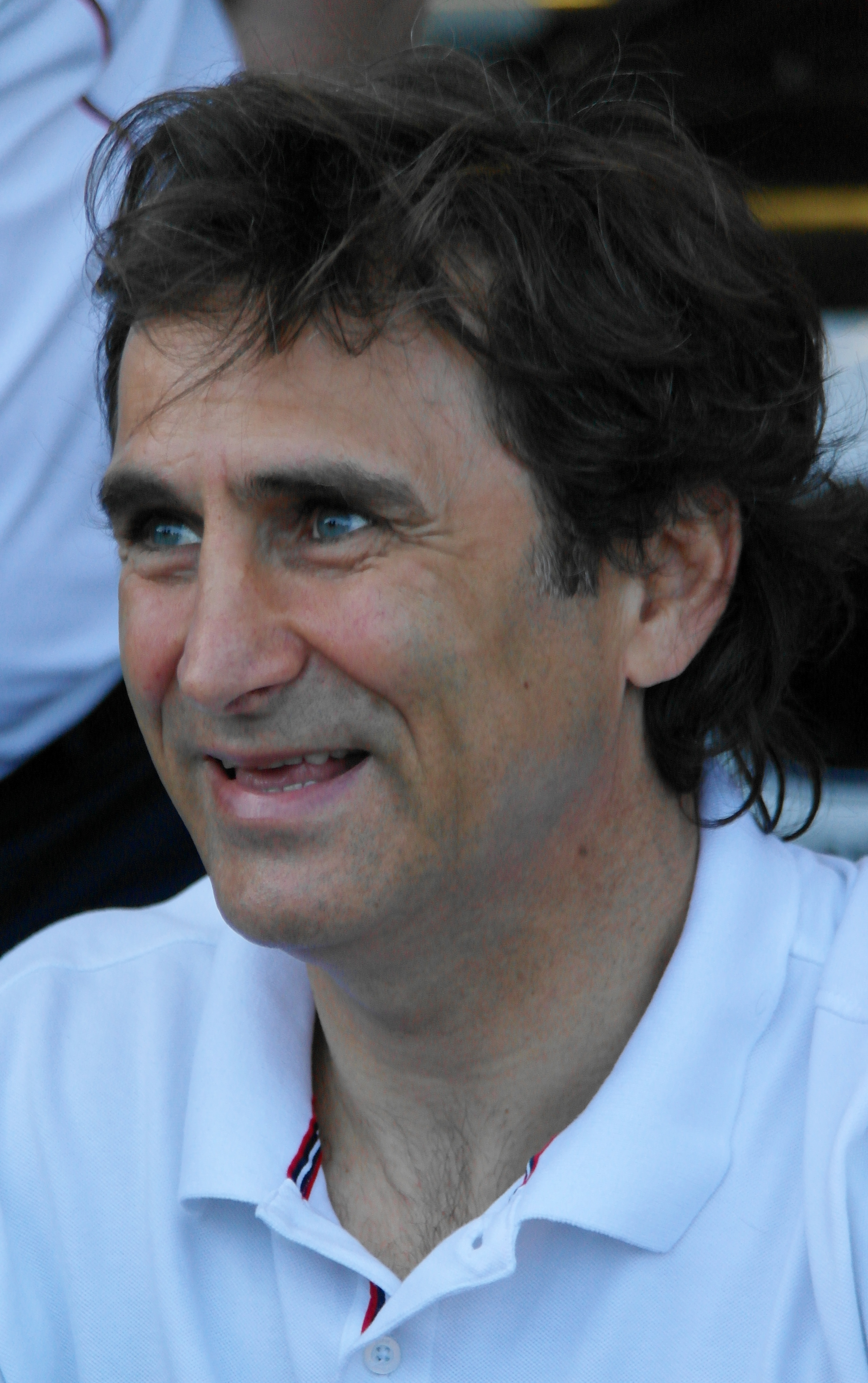
Alessandro Zanardi (* 1966)

- Zanardi, Silvia (* 2000), italienische Radsportlerin
- Zañartu Prieto, Enrique (1881–1943), chilenischer Politiker
- Zañartu, Aníbal (1847–1902), chilenischer Politiker
- Zañartu, Federico Errázuriz (1825–1877), chilenischer Politiker
- Zanasca, Luca (* 1983), italienischer Straßenradrennfahrer
- Zanaschka, Alois (1870–1936), österreichischer Politiker
- Zanaschka, Andreas, österreichischer Medailleur
- Zanasi, Gianni (* 1965), italienischer Filmregisseur und Drehbuchautor
- Zanassi, Juan Francisco (1947–2022), argentinischer Ruderer
- Zanatta, Dario (* 1997), kanadischer Fußballspieler
- Zanatta, Ivano (* 1960), italo-kanadischer Eishockeytrainer, -funktionär und -spieler
- Zanatta, Loris (* 1962), italienischer Historiker
- Zanatta, Luca (* 1991), italo-schweizerischer Eishockeyspieler
- Zanatta, Marcello (* 1948), italienischer Philosophiehistoriker
- Zanatta, Michael (* 1989), italo-schweizerischer Eishockeyspieler
- Zanatti, Ana (* 1949), portugiesische Schauspielerin, Moderatorin, Autorin und LGBT-Aktivistin
- Zanazzi, Renzo (1924–2014), italienischer Radrennfahrer

### Zanb
- Zanbouri, Elham, iranische Leichtathletin

### Zanc
- Zancanaro, Giorgio (* 1940), italienischer Radrennfahrer
- Zanchetta, Andrea (* 1975), italienischer Fußballspieler
- Zanchetta, Gustavo Óscar (* 1964), argentinischer Geistlicher, emeritierter römisch-katholischer Bischof von Orán
- Zanchi, Antonio (1631–1722), italienischer Maler
- Zanchi, Attilio (* 1953), italienischer Jazzbassist
- Zanchi, Emanuela (* 1977), italienische Wasserballspielerin
- Zanchi, Girolamo (1516–1590), reformierter Theologe, Konfessionalist und Reformator
- Zanchi, Monica, Schweizer Schauspielerin und Sängerin
- Zanchin, Mario (1912–2003), italienischer Geistlicher, Bischof von Fidenza
- Zanchini, Simone (* 1973), italienischer Akkordeonist

### Zand
- Zand, Herbert (1923–1970), österreichischer Erzähler, Lyriker, Essayist und Übersetzer
- Zand, Kayvon, US-amerikanischer-iranischer queerer Sänger und Male-Model
- Zandanel, Nilo (1937–2015), italienischer Skispringer und Nordischer Kombinierer
- Zandanell, Walter (* 1958), österreichischer Bankmanager
- Zandbaf, Hassan, iranischer Komponist, Autor und Dozent
- Zandbeek, Ronan van (* 1988), niederländischer Radrennfahrer
- Zandberg, Adrian (* 1979), polnischer Politiker, Historiker und InformatikerAdrian Zandberg (* 1979)

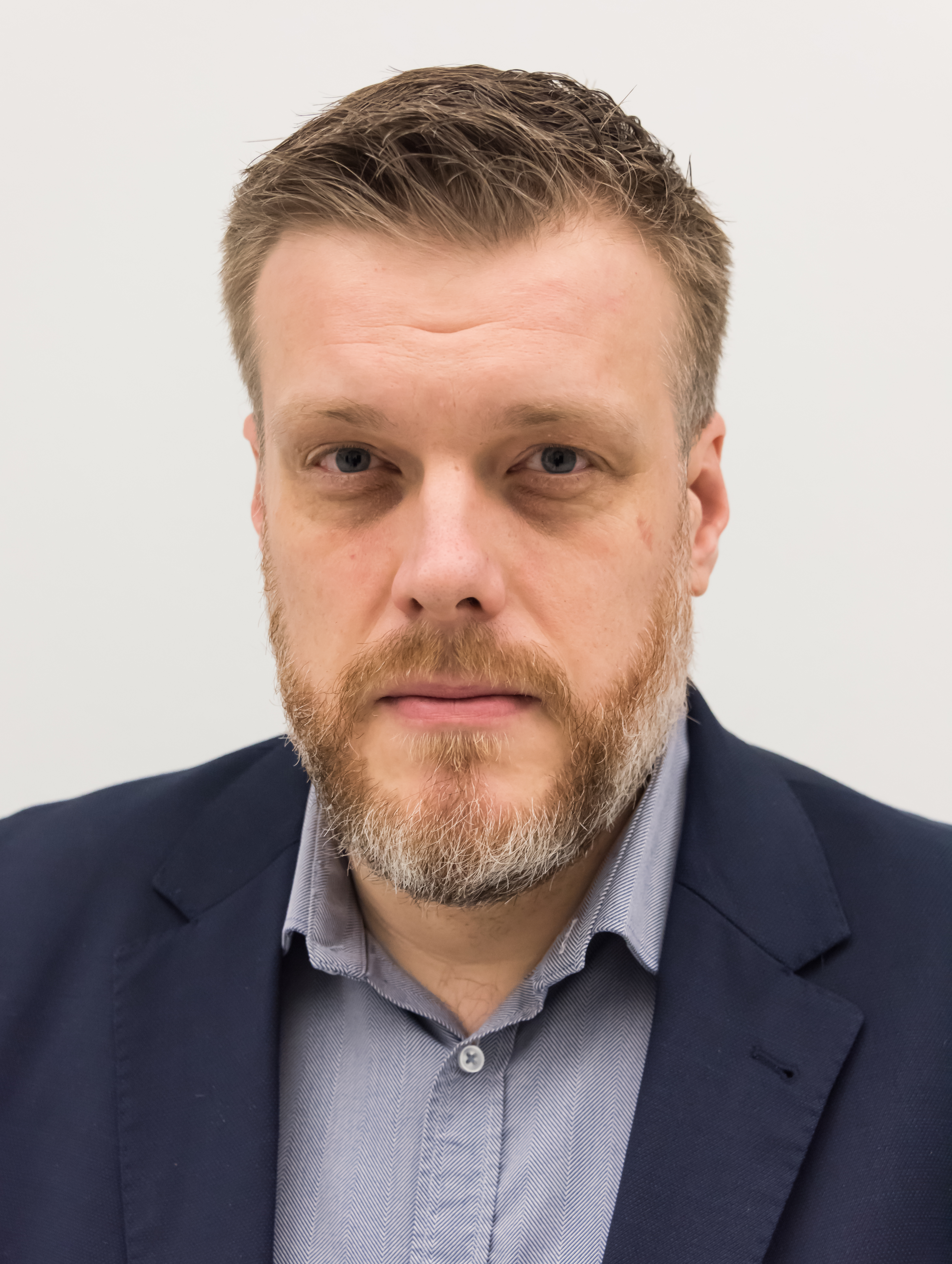
Adrian Zandberg (* 1979)

- Zandberg, Gerhard (* 1983), südafrikanischer Schwimmer
- Zandberg, Michael (* 1980), israelischer Fußballspieler
- Zandberg, Tamar (* 1976), israelische Politikerin
- Zande, Renger van der (* 1986), niederländischer Autorennfahrer
- Zandee-Hart, Micah (* 1997), kanadische Eishockeyspielerin
- Zandegiacomo, Gian Paolo (* 1968), italienischer Curler
- Zandegù, Dino (* 1940), italienischer Radrennfahrer
- Zanden, Jan Luiten van (* 1955), niederländischer Wirtschaftshistoriker
- Zanden, Tim van der (* 1984), niederländischer Bahn- und Straßenradrennfahrer
- Zander, Adolf (1829–1910), deutscher Reichsgerichtsrat, MdHdA
- Zander, Adolf (1843–1914), deutscher Musiker, Gründer der Berliner Liedertafel
- Zander, Albert (1864–1897), deutscher Ingenieur, Fotograf und Unternehmer
- Zander, Alfred (1905–1997), schweizerisch-deutscher Anführer der Nationalen Front
- Zander, Anastasia C. (* 2005), deutsche Schauspielerin
- Zander, Benjamin (* 1939), englischer Dirigent
- Zander, Benni (* 1989), deutscher Sportkommentator und -moderatorBenni Zander (* 1989)

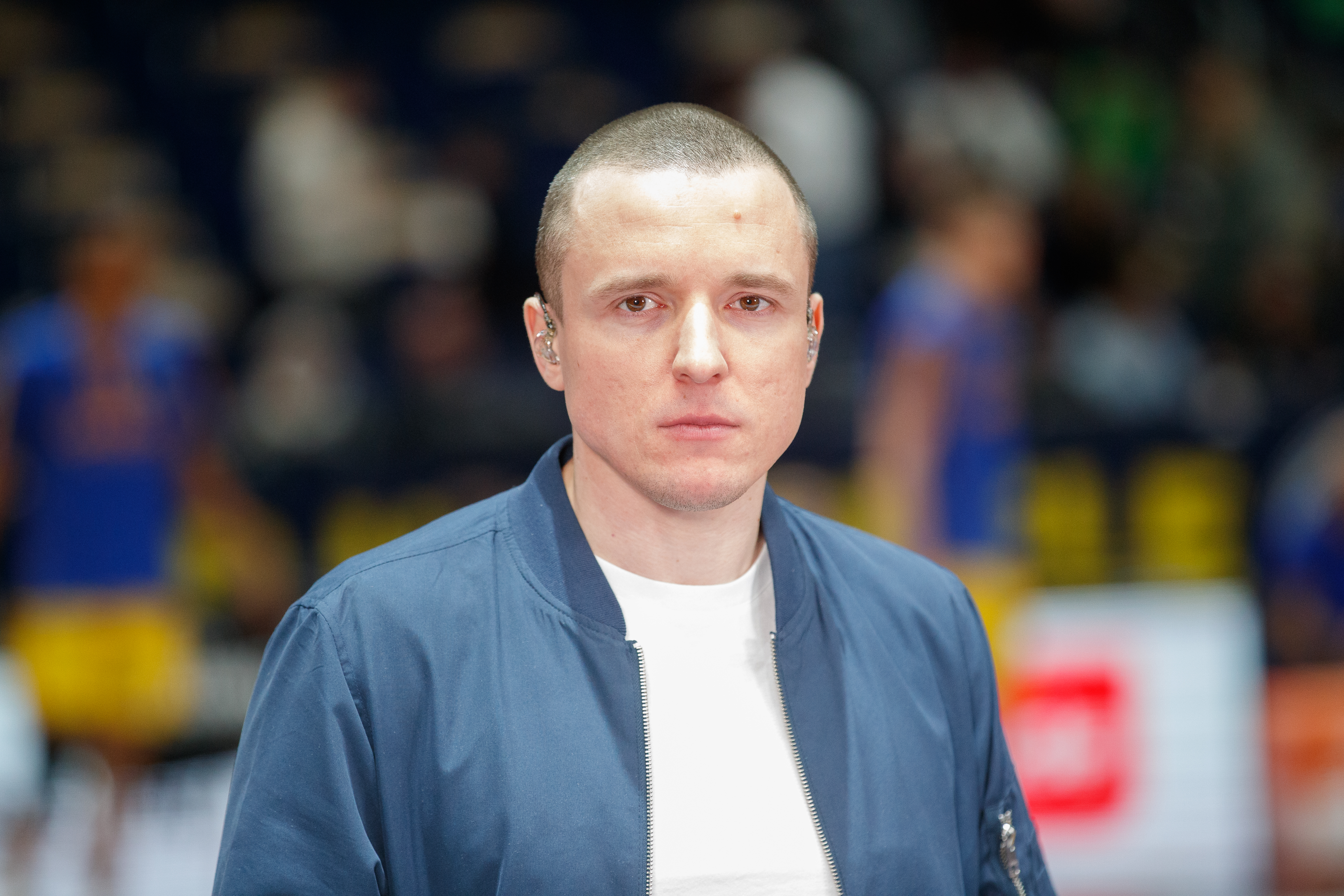
Benni Zander (* 1989)

- Zander, Bernhard, deutscher Fußballspieler
- Zander, Christian (* 1978), deutscher Jurist und Politiker (CDU)
- Zander, Daniel (1823–1905), deutscher Lehrer, Musiker und Historiker
- Zander, Dieter (* 1937), deutscher Architekt und Denkmalpfleger
- Zander, Dietrich (* 1951), deutscher Ruderer
- Zander, Dirk (* 1965), deutscher Fußballspieler
- Zander, Doris (* 1958), deutsche Fernsehproduzentin
- Zander, Eduard (1813–1868), deutscher Zeichner und Maler
- Zander, Elsbeth (1888–1963), deutsche Nationalsozialistin, Leiterin der NS-Frauenschaft
- Zander, Enoch (1873–1957), deutscher Zoologe, Imker und Bienenkundler
- Zander, Erich (1889–1965), deutscher Filmarchitekt
- Zander, Erich (1905–1991), deutscher Hockeyspieler
- Zander, Erich (1906–1985), deutscher Politiker (CDU), MdBB
- Zander, Erwin H. (1929–2022), deutscher Architekt und Hochschullehrer
- Zander, Eugen (1902–1971), deutscher Kommunist und Widerstandskämpfer gegen den Nationalsozialismus
- Zander, Frank (* 1942), deutscher Schlager- und Deutschpop-Musiker, Moderator und SchauspielerFrank Zander (* 1942)

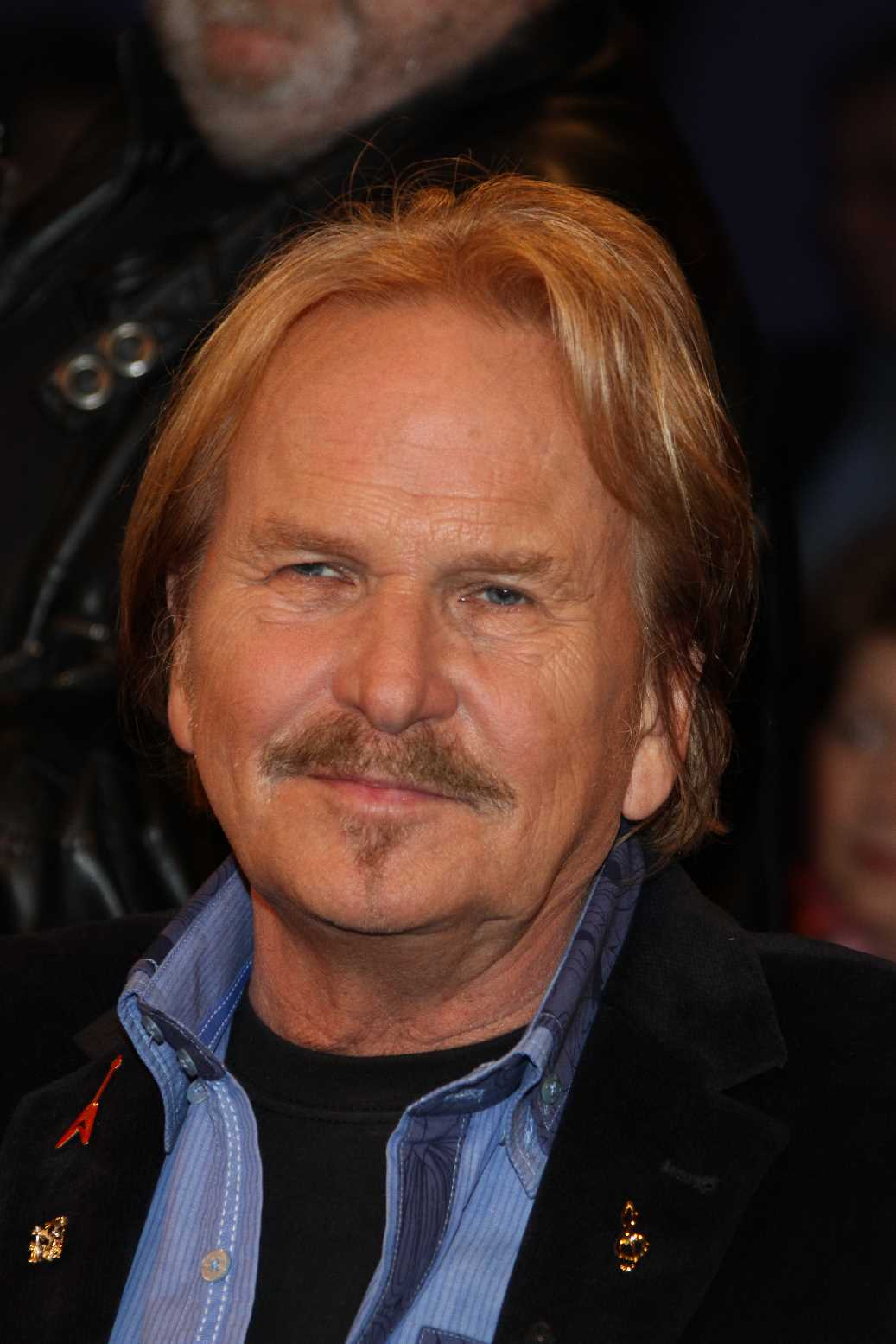
Frank Zander (* 1942)

- Zander, Fred (1935–2012), deutscher Politiker (SPD)
- Zander, Friedrich Arturowitsch (1887–1933), sowjetischer Pionier des Raketenbaus
- Zander, Friedrich von (1791–1868), preußischer Richter, Kronsyndikus und Kanzler in Preußen
- Zander, Friedrich von (1824–1880), deutscher Verwaltungsjurist, MdHdA
- Zander, Fritz (* 1890), deutscher Verwaltungsbeamter und kommissarischer Landrat des Kreises Grafschaft Bentheim
- Zander, Gustav (1835–1920), schwedischer Arzt und Physiotherapeut
- Zander, Hans (1905–1985), deutscher Violinist, Arrangeur und Komponist im Bereich der Unterhaltungsmusik
- Zander, Hans (1937–1991), deutscher Schauspieler und Theaterleiter
- Zander, Hans Conrad (* 1937), Schweizer Journalist und Schriftsteller
- Zander, Hans-Joachim (1933–2024), deutscher Ingenieur, Professor für Steuerungstechnik
- Zander, Heinrich (1800–1876), deutscher Pastor und Ornithologe in Mecklenburg
- Zander, Heinz (1939–2024), deutscher Maler und SchriftstellerHeinz Zander (1939–2024)

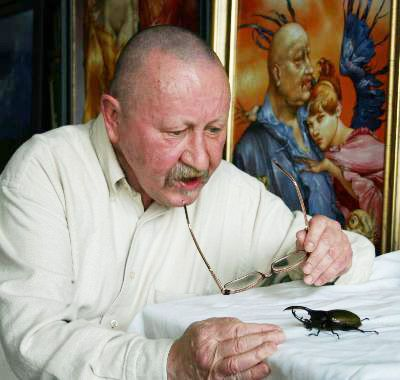
Heinz Zander (1939–2024)

- Zander, Helmut (* 1957), deutscher Religionswissenschaftler, Historiker und römisch-katholischer Theologe
- Zander, Helmuth (1888–1967), deutscher Politiker (GB/BHE), MdL
- Zander, Hermann (1912–1973), deutscher Steuermann im Rudern
- Zander, Holger (* 1943), deutscher Kanute
- Zander, Horst (1929–2023), deutscher Generalleutnant der Nationalen Volksarmee
- Zander, Horst (1939–2012), österreichischer Regisseur und Theaterdirektor
- Zander, Horst (* 1949), deutscher Anglist, Hochschullehrer und Shakespeare-Forscher
- Zander, Joakim (* 1975), schwedischer Jurist und Autor
- Zander, John (1890–1967), schwedischer Mittel- und Langstreckenläufer
- Zander, Jörg (* 1964), deutscher technischer Direktor des Formel-1-Teams Brawn GP
- Zander, Josef (1878–1951), deutscher Kommunalpolitiker (Zentrum), Bürgermeister von Bad Godesberg
- Zander, Josef (1918–2007), deutscher Arzt
- Zander, Judith (* 1980), deutsche Schriftstellerin
- Zander, Jürgen (1934–2019), deutscher Schulleiter und Sportfunktionär
- Zander, Jürgen (* 1939), deutscher Soziologe und Handschriftenbibliothekar
- Zander, Justyna (* 1980), polnisch-deutsch-US-amerikanische Informatikerin und Unternehmerin
- Zander, Karl (1891–1950), deutscher Schauspieler, Rezitator und Komponist
- Zander, Klaus (* 1956), deutscher Basketballspieler
- Zander, Konrad (1883–1947), deutscher Konteradmiral und General der Flieger
- Zander, Konstantin (* 1988), deutscher Schauspieler und Sänger
- Zander, Leonhard (1833–1890), deutscher Verwaltungsjurist
- Zander, Luca (* 1995), deutscher FußballspielerLuca Zander (* 1995)

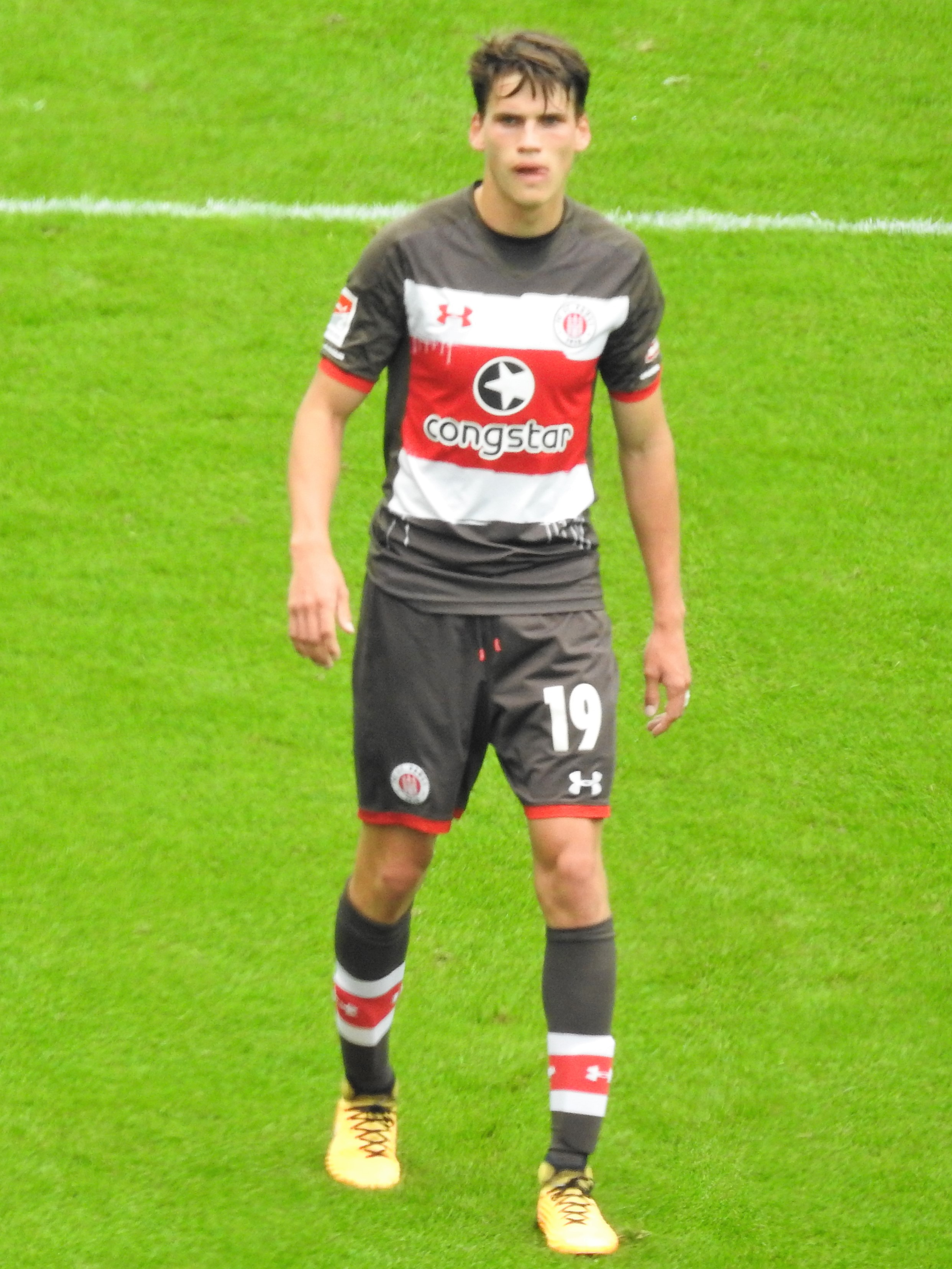
Luca Zander (* 1995)

- Zander, Ludwig (1791–1872), deutscher Gymnasiallehrer und Pädagoge
- Zander, Manuela (* 1978), deutsche Ruderin
- Zander, Margherita (* 1948), italienisch-deutsche Sozialwissenschaftlerin
- Zander, Marit (* 2005), niederländische Volleyballspielerin
- Zander, Maximilian (1929–2016), deutscher Chemiker, Lyriker
- Zander, Moritz (1861–1932), österreichischer Beamter
- Zander, Nina (* 1990), deutsche Tennisspielerin
- Zander, Otto (1886–1938), deutscher NS-Funktionär
- Zander, Otto-Eberhard (* 1944), deutscher Offizier und Politikwissenschaftler
- Zander, Peter (1922–2019), deutsch-britischer Schauspieler
- Zander, Petrus (1619–1672), evangelischer Pfarrer im Kloster Dobbertin
- Zander, Richard (* 1964), deutscher Eiskunstläufer
- Zander, Robert (1892–1969), deutscher Botaniker und Gartenbauwissenschaftler
- Zander, Robert (1895–1966), schwedischer Fußballtorhüter
- Zander, Rolf (1934–2020), deutscher Maler, Grafiker, Dichter und Philosoph
- Zander, Roswitha van der (* 1953), deutsche Bildhauerin und Zeichnerin
- Zander, Sandrina (* 1990), deutsche Schauspielerin
- Zander, Stephan (* 1965), deutscher Fußballspieler
- Zander, Thomas (* 1951), deutscher Fußballtorwart und -trainer
- Zander, Thomas (* 1967), deutscher RingerThomas Zander (* 1967)

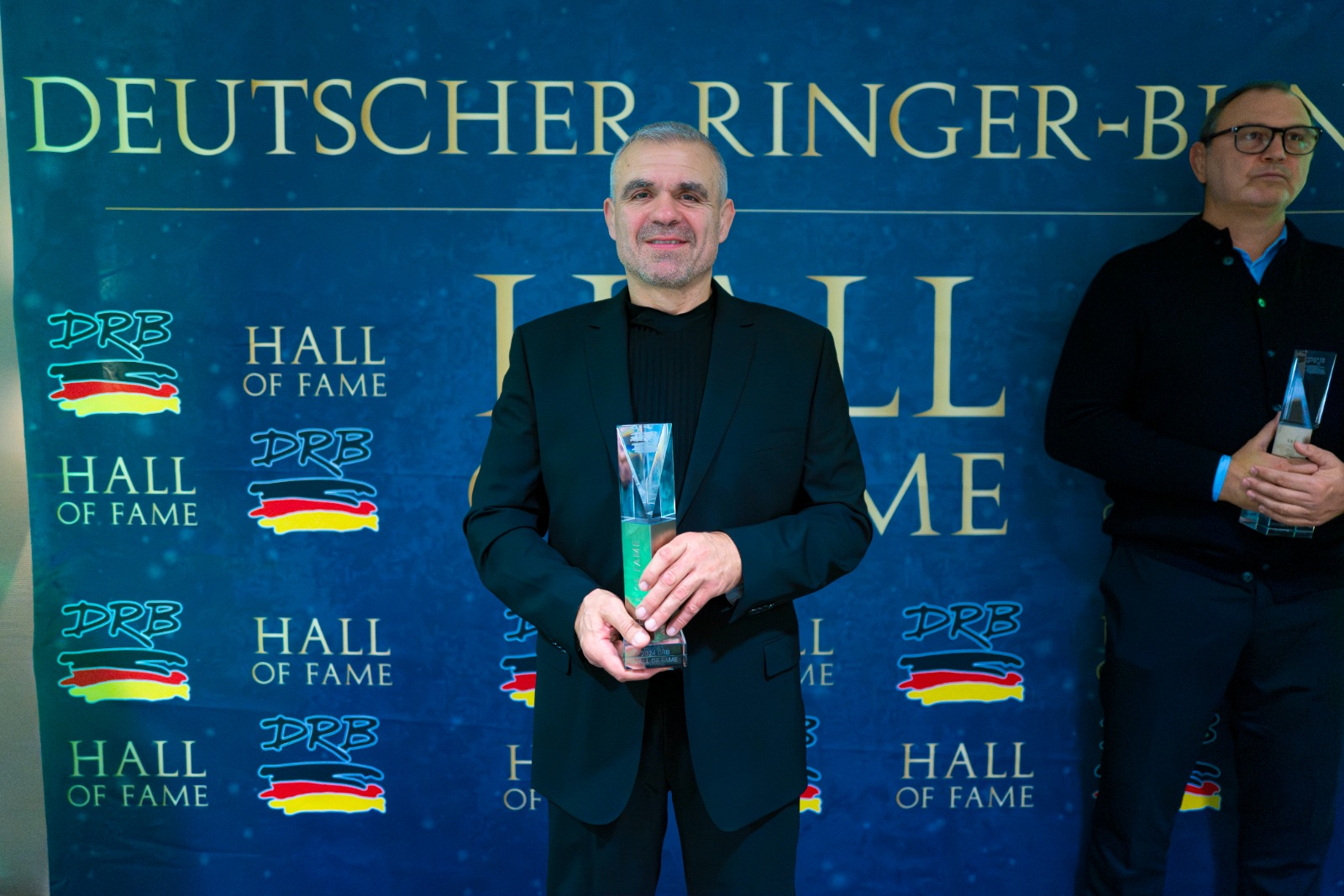
Thomas Zander (* 1967)

- Zander, Till (* 1984), deutscher Badmintonspieler
- Zander, Torsten (* 1964), deutscher Fußballspieler (DDR)
- Zander, Walther (1938–2007), deutscher Keramiker und Maler
- Zander, Wilfried (* 1943), deutscher Schauspieler und Stuntman
- Zander, Wilhelm (1911–1974), deutscher politischer Funktionär (NSDAP) und SS-Führer
- Zander, Willi (* 1946), deutscher Fußballspieler
- Zander, Wolfgang (* 1956), deutscher Schriftsteller
- Zander, Wolha (* 1976), belarussische Hammerwerferin
- Zander, Zygmunt, polnischer Lebensmitteltechnologe und Hochschullehrer
- Zanderighi, Giulia (* 1974), italienische Physikerin
- Zanderigo, Andrea (* 1974), italienischer Architekt und Hochschullehrer
- Zanders, Anna (1858–1939), deutsche Kulturstifterin
- Zanders, Carl Richard (1826–1870), deutscher Unternehmer
- Zanders, Hans Wilhelm (1861–1915), deutscher Unternehmer
- Zanders, Johann Wilhelm (1795–1831), deutscher Unternehmer und Papierfabrikant
- Zanders, Johann Wilhelm (1899–1978), deutscher Industrieller
- Zanders, Julie (1804–1869), deutsche Unternehmerin
- Zanders, Maria (1839–1904), deutsche Unternehmerin und Mäzenin
- Zanders, Olga (1872–1946), deutsche Kulturstifterin
- Zanders, Richard (1860–1906), deutscher Papierfabrikant
- Zandi, Abbas (1930–2017), iranischer Ringer
- Zandi, Daryoush (* 1962), iranischer Kameramann und Filmeditor
- Zandi, Ferydoon (* 1979), deutsch-iranischer Fußballspieler und -trainerFerydoon Zandi (* 1979)

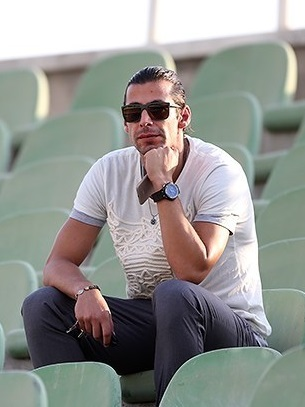
Ferydoon Zandi (* 1979)

- Zandi, Iman (* 1981), iranischer Basketballspieler
- Zandi, Jalil (1951–2001), iranischer Brigadegeneral der Luftwaffe
- Zandi, Scharmien (* 1987), österreichische Künstlerin, Musikerin und Darstellerin
- Zandig, John (* 1964), US-amerikanischer Wrestler
- Zandio, Xabier (* 1977), spanischer Radrennfahrer
- Zandman, Felix (1927–2011), polnischer Unternehmer; Gründer und Aufsichtsratsvorsitzender der Vishay Intertechnology, Inc
- Zandomeneghi, Federico (1841–1917), italienischer Maler
- Zandonade, Décio (* 1942), brasilianischer Ordensgeistlicher, emeritierter römisch-katholischer Bischof von Colatina
- Zandonai, Riccardo (1883–1944), italienischer Komponist und Dirigent
- Zandonella, Rico (* 1961), Schweizer Koch
- Zandonella, Roberto (* 1944), italienischer Bobfahrer
- Zandschani, Abbas-Ali Amid (1937–2011), iranischer Geistlicher und Politiker
- Zandschani, Abu Abdullah (1891–1941), iranischer Rechtsgelehrter, Koranwissenschaftler und Autor
- Zandschulp, Botic van de (* 1995), niederländischer TennisspielerBotic van de Zandschulp (* 1995)

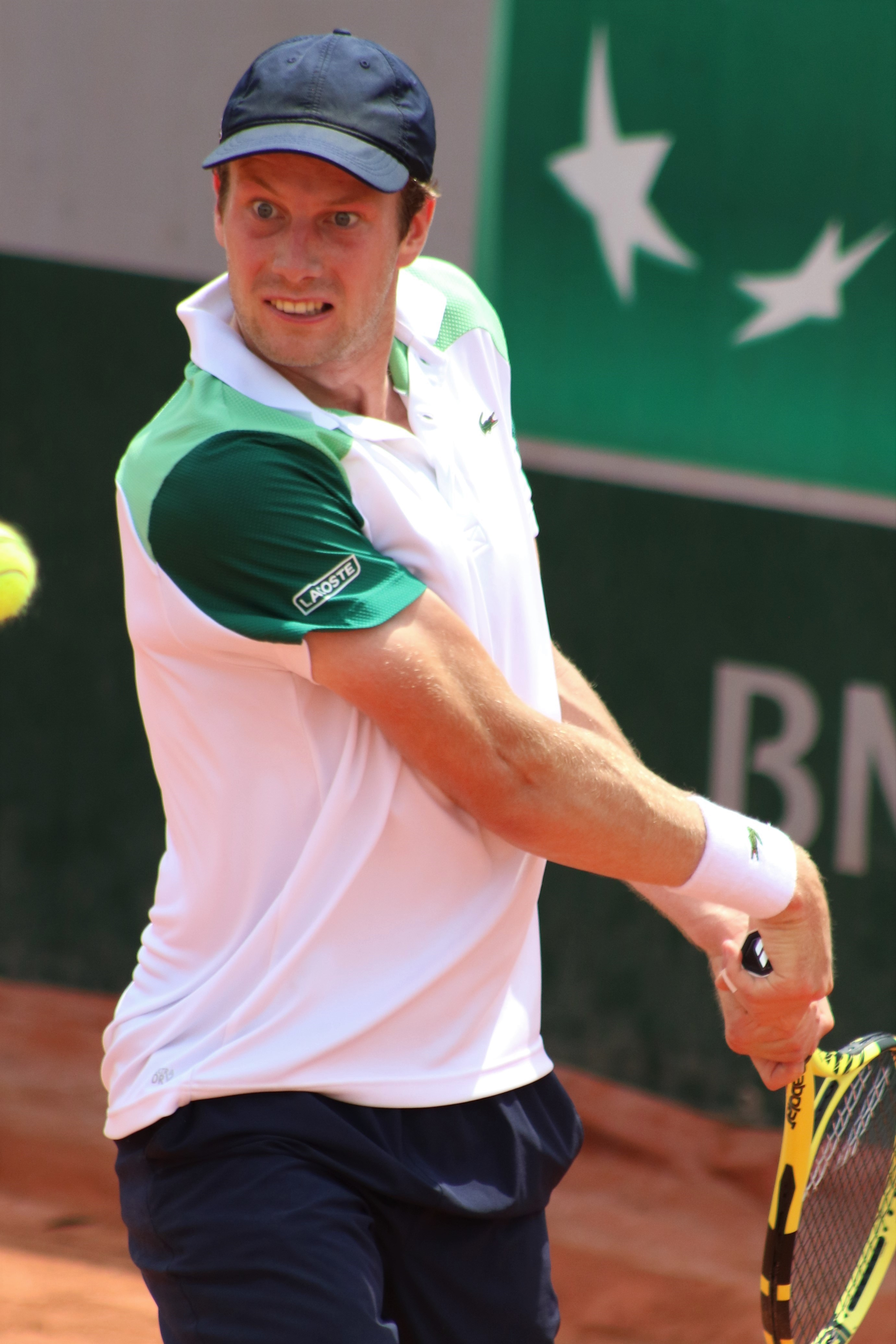
Botic van de Zandschulp (* 1995)

- Zandstra, Falko (* 1971), niederländischer Eisschnellläufer
- Zandt von Merl, Carl (1690–1754), Unternehmer und kurtrierischer Amtmann
- Zandt von Merl, Franz Georg (1723–1785), Erbvogt in Zell an der Mosel und Amtmann im Kurfürstentum Trier sowie Unternehmer
- Zandt von Merl, Hugo (1764–1845), kaiserlicher Kammerherr und Bürgermeister
- Zandt von Merl, Johann († 1621), kurtrierischer Landeshofmeister und Rat sowie Amtmann
- Zandt von Merl, Matthäus († 1374), deutscher Abt
- Zandt von Merl, René (1806–1884), Mitglied des Provinziallandtages der Rheinprovinz und Bürgermeister
- Zandt, Ferdinand Karl von (1783–1826), königlich westfälischer General, preußischer Generalmajor, Inspektionsoffizier des bayrischen Militär-Gestütwesens
- Zandt, Leopold Balduin von (1784–1851), bayerischer Generalmajor und Generaladjutant
- Zandt, Philip Van (1904–1958), niederländisch-amerikanischer Schauspieler
- Zandt, Therese von (1771–1858), deutsche Pianistin, Sängerin und Musikjournalistin
- Zandt, Walter von († 1629), Ritter in Mönchzell und Obervogt in Pforzheim
- Zandt, Werner (1927–2009), deutscher Leichtathlet und Fußballspieler
- Zandvliet, Martin (* 1971), dänischer Filmregisseur, Drehbuchautor und Filmeditor
- Zandvliet, Robert (* 1970), niederländischer Maler

### Zane
- Zane, Arnie (1948–1988), US-amerikanischer Photograph, Tänzer und Choreograph
- Zane, Billy (* 1966), US-amerikanischer SchauspielerBilly Zane (* 1966)

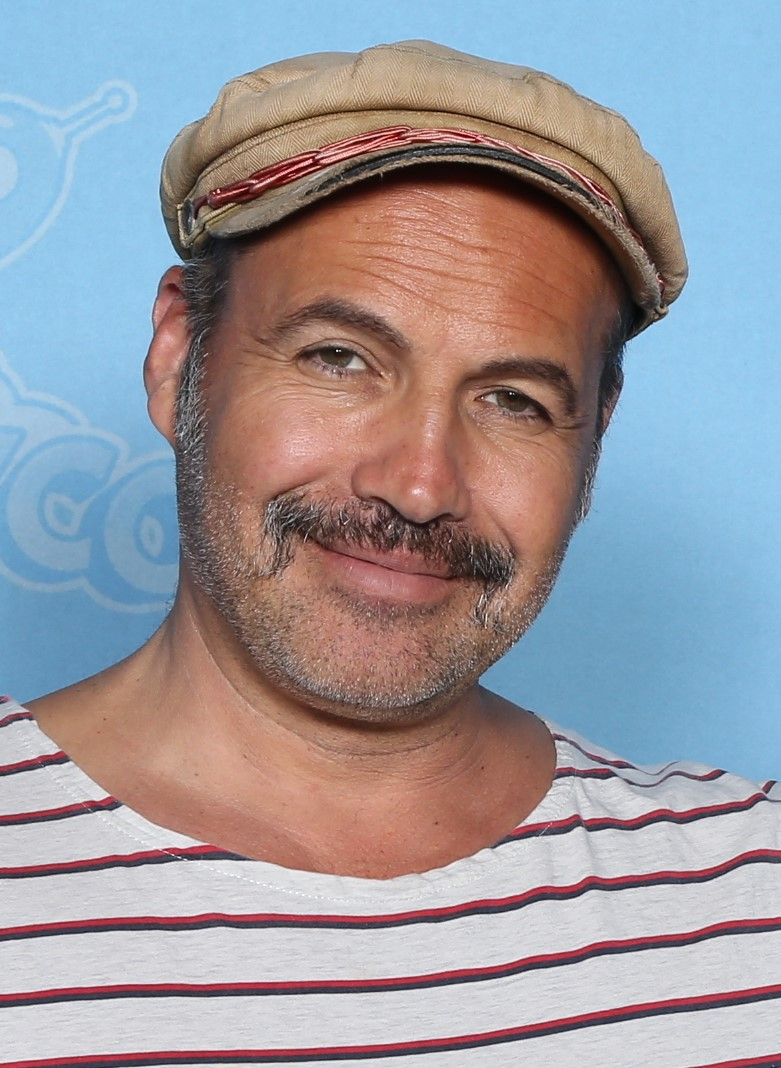
Billy Zane (* 1966)

- Zane, Clayton (* 1977), australischer Fußballspieler
- Zane, Ebenezer (1747–1811), amerikanischer Pionier, Straßenbauer und Grundstückspekulant
- Zane, Frank (* 1942), US-amerikanischer Bodybuilder
- Zane, Ilaria (* 1992), italienische Triathletin
- Zane, Lisa (* 1961), US-amerikanische Schauspielerin
- Zane, Matteo († 1605), italienischer Patriarch
- Zanella, Amilcare (1873–1949), italienischer Pianist und Komponist
- Zanella, Christopher (* 1989), Schweizer Automobilrennfahrer
- Zanella, Giacomo (1820–1888), italienischer Lyriker
- Zanella, Maurizio (* 1957), italienischer Weinpionier
- Zanella, Renato (* 1961), italienischer Balletttänzer, Choreograf und Regisseur
- Zanelli, Geoff (* 1974), US-amerikanischer Filmkomponist
- Zanelli, Juan (1906–1944), chilenischer Automobilrennfahrer und RésistancekämpferJuan Zanelli (1906–1944)

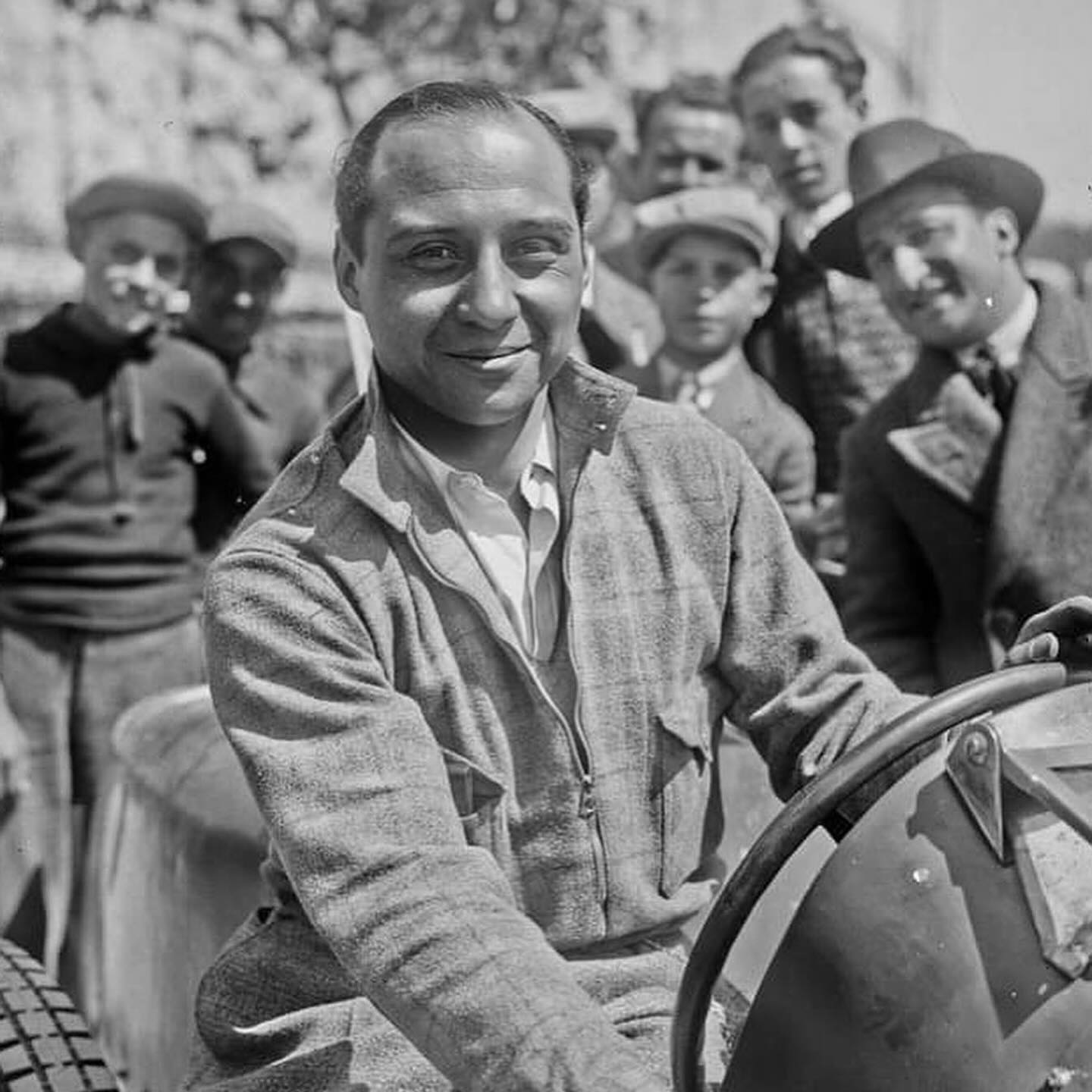
Juan Zanelli (1906–1944)

- Zanelli, Nicola (1963–2025), italienischer General
- Zanen, Jan van (* 1961), niederländischer Verwalter und Politiker der VVD
- Zanera, Oscar (1915–1980), italienischer römisch-katholischer Geistlicher und Weihbischof in Rom
- Zaneratto João, Beatriz (* 1993), brasilianische Fußballspielerin
- Zanetel, Gianantonio (* 1969), italienischer Skiläufer
- Žanetić, Ante (1936–2014), jugoslawischer Fußballspieler
- Zanetta, Mário (1938–1998), italienischer Geistlicher, römisch-katholischer Bischof von Paulo Afonso
- Zanette, Denis (1970–2003), italienischer Radrennfahrer
- Zanette, Ketllyn (* 1998), brasilianische Leichtathletin
- Zanetti, Adriano (* 1950), italienischer Entomologe
- Zanetti, Aheda (* 1967), libanesisch-australische Modedesignerin
- Zanetti, Arthur (* 1990), brasilianischer Turner
- Zanetti, Barbara (* 1974), italienische Sängerin und Liedermacherin
- Zanetti, Claudio (* 1967), Schweizer Politiker (SVP)
- Zanetti, Cristiano (* 1977), italienischer Fußballspieler und -trainer
- Zanetti, Domenico, italienischer Maler
- Zanetti, Erika (* 1985), italienische Speedskaterin
- Zanetti, Eugenio (* 1949), argentinischer Regisseur, Artdirector und Szenenbildner
- Zanetti, Gasparo, italienischer Komponist und Violinpädagoge des Barock
- Zanetti, Girolamo Francesco (1713–1782), italienischer Altertumskundler, Philologe, Numismatiker und Historiker
- Zanetti, Javier (* 1973), argentinischer FußballspielerJavier Zanetti (* 1973)

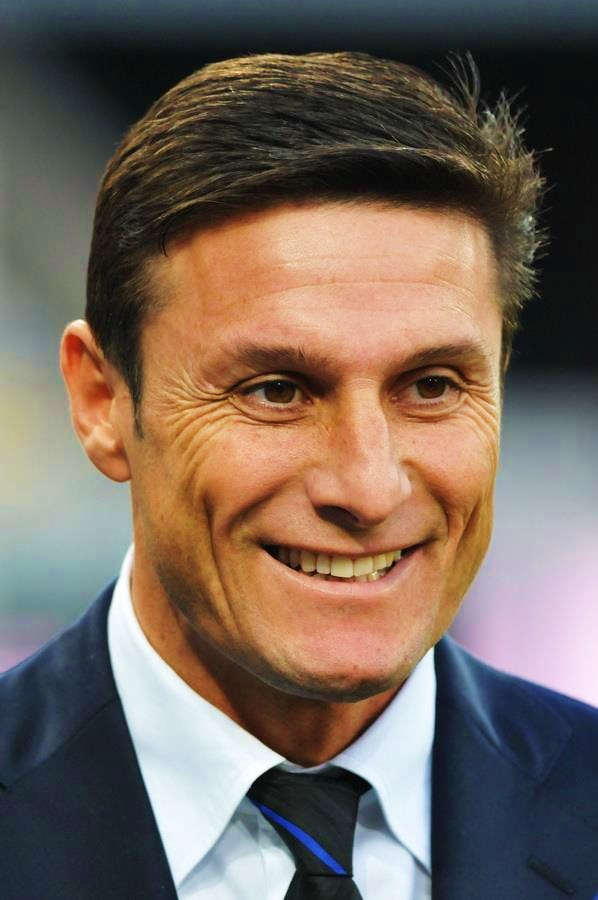
Javier Zanetti (* 1973)

- Zanetti, Linda (* 2002), Schweizer Radrennfahrerin
- Zanetti, Marco (* 1962), italienischer Karambolagespieler
- Zanetti, Marco (* 2002), italienischer Eishockeyspieler
- Zanetti, Massimo (* 1962), italienischer Dirigent
- Zanetti, Paolo (* 1982), italienischer Fußballspieler und -trainer
- Zanetti, Pia (* 1943), Schweizer Fotografin
- Zanetti, Roberto (* 1954), Schweizer Politiker
- Zanetti, Sandro (* 1974), Schweizer Literaturwissenschaftler
- Zanetti, Selene (* 1989), italienische Opernsängerin (Sopran)
- Zanetti, Sol (* 1982), kanadischer Politiker
- Zanevska, Maryna (* 1993), ukrainisch-belgische Tennisspielerin
- Zanew, Georgi (1895–1986), bulgarischer Literaturwissenschaftler

### Zanf
- Zanforlin, Luca (* 1965), italienischer Fernsehmoderator und Drehbuchautor

### Zang
- Zang Milama, Ruddy (* 1987), gabunische Sprinterin
- Zang, Aaron (* 1982), chinesischer Pokerspieler
- Zang, August (1807–1888), österreichischer Unternehmer, Erfinder, Zeitungsherausgeber und PolitikerAugust Zang (1807–1888)

August Zang (1807–1888)

- Zang, Christoph Bonifacius (1772–1835), deutscher Wundarzt
- Zang, Gert (* 1941), deutscher Historiker und Autor
- Zang, Haili (* 1978), chinesischer Fußballspieler und -trainer
- Zang, Jialiang (* 1988), chinesischer Curler
- Zang, Jiaxue (* 1998), chinesische Tennisspielerin
- Zang, Johann Heinrich (1733–1811), deutscher Barockkomponist
- Zang, Johannes (* 1964), deutscher Autor
- Zang, Kejia (1905–2004), chinesischer Lyriker
- Zang, Klaus Dieter (* 1935), deutscher Mediziner
- Zang, Kristen (* 1974), US-amerikanische Schauspielerin
- Zang, Ludovica (1839–1910), österreichischer Gewerkin und Wohltäterin
- Zang, Nat (* 1996), US-amerikanischer Schauspieler
- Zang, Shiyi (1884–1956), chinesischer und mandschurischer General und Politiker
- Zanga Tsogo, Delphine (1935–2020), kamerunische Politikerin und Schriftstellerin
- Zanga, Stéphanie Nicole (* 1969), kamerunische Sprinterin
- Zanganeh, Lila Azam (* 1976), iranische Schriftstellerin
- Zange, Friedrich (1846–1931), deutscher Pädagoge und Theologe
- Zange, Gabi (* 1961), deutsche Eisschnellläuferin
- Zange, Johannes (1880–1969), deutscher HNO-Arzt, Hochschullehrer und Klinikleiter
- Zange, Julia (* 1983), deutsche Autorin und Schauspielerin
- Zange, Klaus (* 1938), deutscher Fußballspieler
- Zangel, Josef (1883–1967), österreichischer Politiker (Landbund), Abgeordneter zum Nationalrat, Mitglied des Bundesrates
- Zangemeister, Andrea (* 1942), deutsche Journalistin und Chefredakteurin
- Zangemeister, Hans (1907–1970), deutscher HNO-Arzt und Hochschullehrer
- Zangemeister, Hermann (1874–1937), deutscher Bauingenieur und Politiker
- Zangemeister, Karl (1837–1902), deutscher Bibliothekar und Klassischer Philologe
- Zangemeister, Otto (1836–1902), deutscher Landwirt und Politiker (DFP), MdR
- Zangemeister, Wilhelm (1871–1930), deutscher Gynäkologe
- Zangemeister, Wolfgang H. (* 1945), deutscher Neurologe
- Zangen, Friedrich von (1812–1876), deutscher Forstwirt und Parlamentarier
- Zangen, Georg Leopold von (1792–1851), deutscher Jurist
- Zangen, Gustav von (1839–1912), deutscher Verwaltungsjurist
- Zangen, Gustav-Adolf von (1892–1964), deutscher General der Infanterie
- Zangen, Justus Joseph Ludwig von (1784–1826), deutscher Verwaltungsjurist
- Zangen, Karl Wilhelm Gustav von (1815–1874), Kreisrat
- Zangen, Robert von (1827–1892), preußischer Generalmajor
- Zangen, Wilhelm (1891–1971), deutscher Wehrwirtschaftsführer und Leiter der Reichsgruppe Industrie
- Zangenberg, Einar (1882–1918), dänischer Schauspieler und Regisseur
- Zangenberg, Julie (* 1988), dänische Schauspielerin
- Zangenberg, Jürgen (* 1964), deutscher evangelischer Neutestamentler und Archäologe
- Zangeneh, Bijan Namdar, iranischer Politiker
- Zanger, Cornelia (* 1953), deutsche Betriebswirtschaftlerin
- Zanger, Georg (* 1947), österreichischer Rechtsanwalt
- Zanger, Jan de (1932–1991), niederländischer Lyriker, Autor und Übersetzer
- Zanger, Johann der Ältere (1517–1587), deutscher Musiktheoretiker, Jurist und lutherischer Theologe
- Zanger, Johann der Jüngere (1557–1607), deutscher Jurist und Rechtswissenschaftler
- Zanger, Konrad (* 1936), deutscher Tennisspieler
- Zanger, Meinhard (* 1955), deutscher Theaterregisseur, Schauspieler, Intendant und Festivalleiter
- Zanger, Wolfgang (* 1968), österreichischer Politiker (FPÖ), Abgeordneter zum Nationalrat
- Zanger, Ziggy (* 1958), deutsche Schauspielerin
- Zangerl, Alfred (1892–1948), österreichischer Maler
- Zangerl, Barbara (* 1988), österreichische KletterinBarbara Zangerl (* 1988)

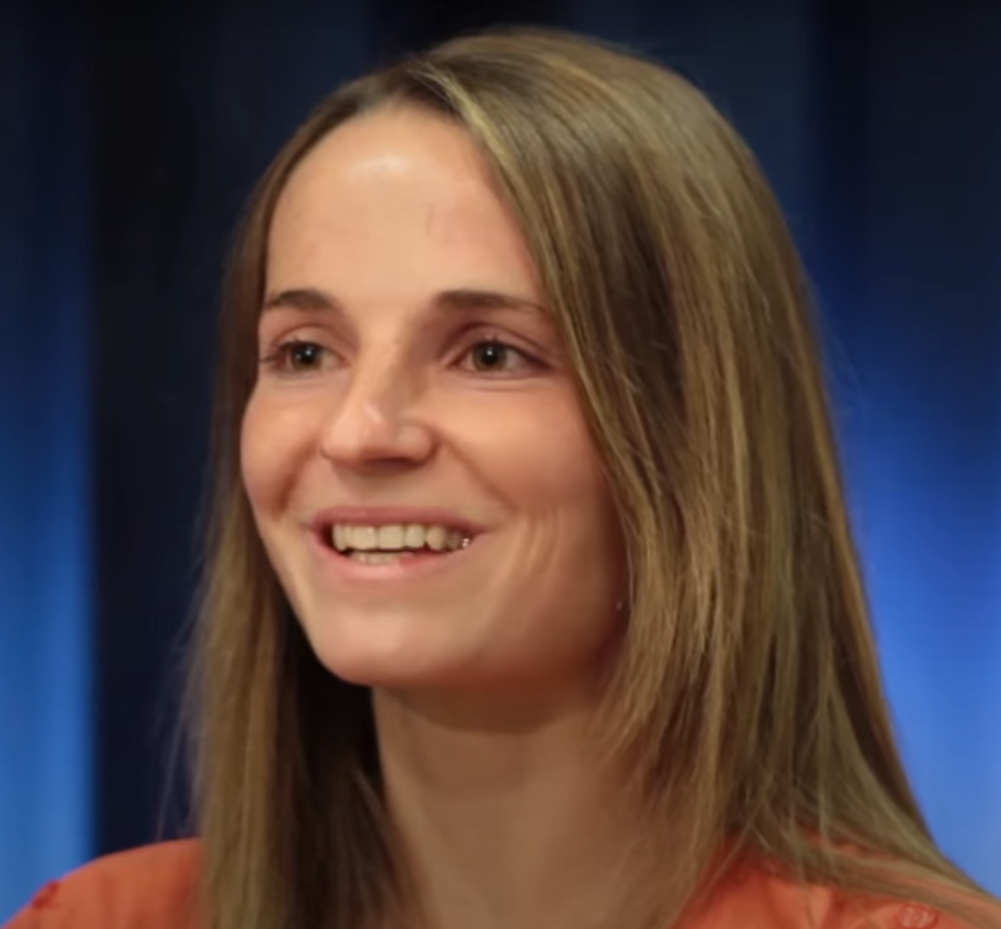
Barbara Zangerl (* 1988)

- Zangerl, Erwin (* 1958), österreichischer Gewerkschaftsfunktionär
- Zangerl, Ferdinand (1813–1865), österreichischer Baumeister des Klassizismus
- Zangerl, Hubert, österreichischer Musiker, Komponist, Songwriter, Produzent, Autor und Sänger
- Zangerl, Jakob (* 2007), österreichischer Fußballspieler
- Zangerl, Philip (* 1984), österreichischer Handballspieler
- Zangerl, Rainer (1912–2004), Schweizer Wirbeltier-Paläontologe
- Zangerl, Simon (* 1990), österreichischer Fußballspieler
- Zangerl, Stefan (* 1952), österreichischer Politiker (ÖVP, FRITZ), Landtagsabgeordneter, Mitglied des Bundesrates
- Zangerl, Thomas (* 1983), österreichischer Freestyle-Skisportler
- Zangerl-Walser, Iris (* 1966), österreichische Politikerin (ÖVP)
- Zängerle, Friedrich (1911–1996), deutscher Gewerkschafter und erster Betriebsratsvorsitzender der Adam Opel AG
- Zangerle, Ignaz (1905–1987), österreichischer Erwachsenenbildner
- Zangerle, Joël (* 1988), luxemburgischer Radrennfahrer
- Zängerle, Sebastian Roman (1771–1848), Fürstbischof des Bistums Graz-Seckau; Administrator von Leoben
- Zangerle, Werner (* 1979), österreichischer Jazzmusiker
- Zangewa, Billie (* 1973), malawische Textilkünstlerin
- Zangger, Eberhard (* 1958), deutscher GeoarchäologeEberhard Zangger (* 1958)

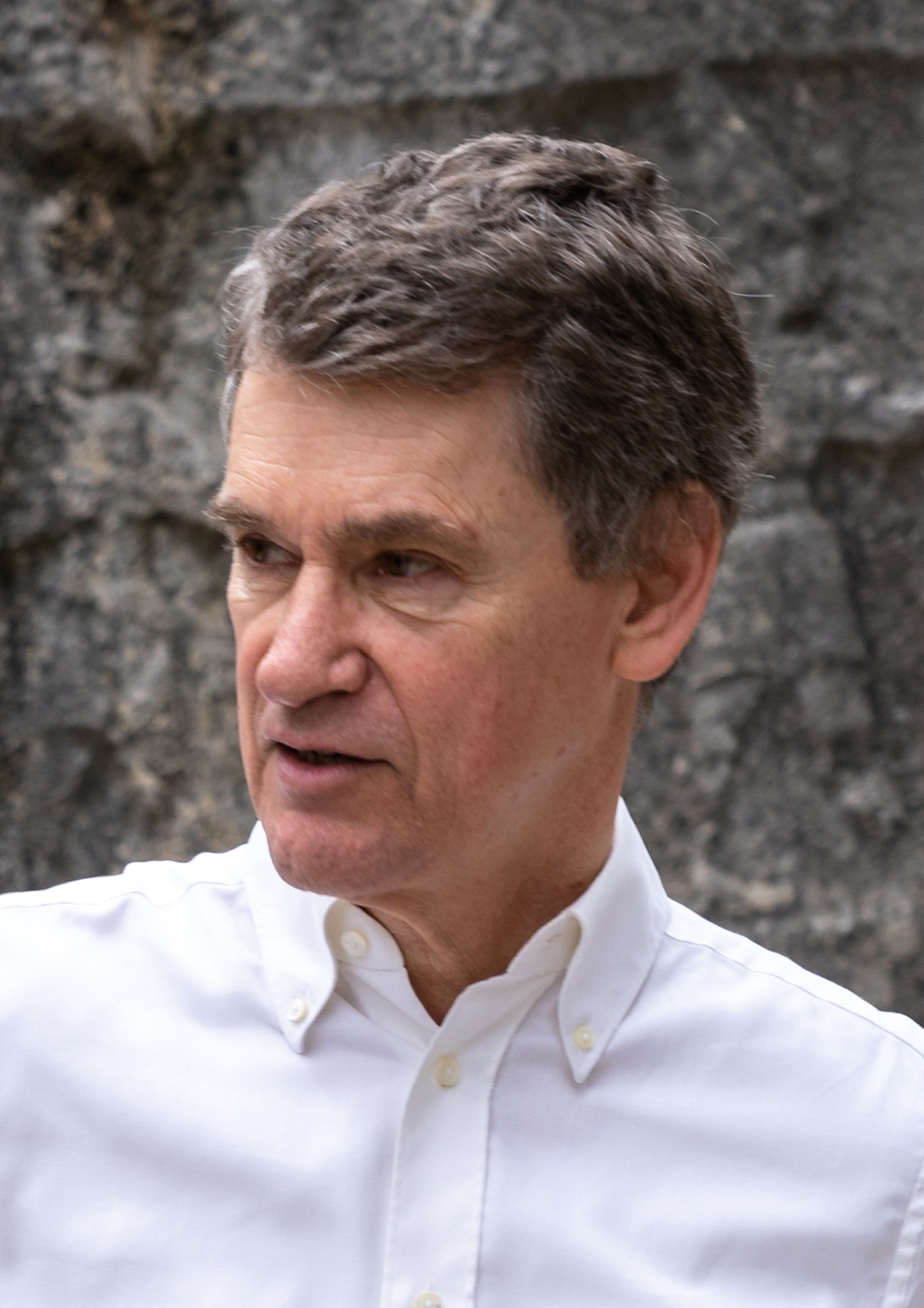
Eberhard Zangger (* 1958)

- Zangger, Hans Heinrich (1792–1869), Schweizer Politiker
- Zangger, Hans Rudolf (1826–1882), Schweizer Tierarzt und Politiker
- Zangger, Heinrich (1874–1957), Schweizer Toxikologe
- Zangger, Sandro (* 1994), Schweizer Eishockeyspieler
- Zangger, Valeria (* 1985), Schweizer Jazzmusikerin (Schlagzeug)
- Zangius, Nikolaus, deutscher Kapellmeister und Komponist
- Zangl, Bernhard (* 1967), deutscher Politikwissenschaftler
- Zängl, Fritz (1914–1942), deutscher Skilangläufer
- Zängl, Joseph (1755–1827), Stadtbuchdrucker in München
- Zangl, Peter (* 1946), deutscher EU-Beamter
- Zangmo, Neten (* 1961), bhutanesische Politikerin
- Zangmo, Tashi (* 1963), buddhistische Aktivistin in Bhutan
- Zango, Hugues Fabrice (* 1993), burkinischer Leichtathlet
- Zangpo, Gawa (* 1994), bhutanischer Langstreckenläufer
- Zangrando, Giovanni (1867–1941), italienischer Maler
- Zängry, Peter (1910–2000), deutscher Fußballspieler und -trainer
- Zangs, Herbert (1924–2003), deutscher MalerHerbert Zangs (1924–2003)

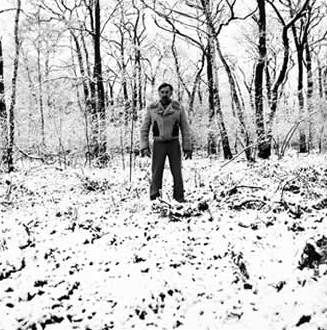
Herbert Zangs (1924–2003)

- Zanguina, Soumana (1960–2020), nigrischer Offizier
- Zangwill, Israel (1864–1926), englischer Schriftsteller, Journalist und zionistischer Aktivist

### Zani
- Zani de Ferranti, Marco Aurelio (1801–1878), italienischer Gitarrist, Pianist, Komponist und Dichter
- Zani, Andrea (1696–1757), italienischer Komponist und Violinist des Spätbarock
- Zani, Angelo Vincenzo (* 1950), italienischer Geistlicher, Kurienerzbischof der römisch-katholischen Kirche
- Zani, Armando (* 1975), albanischer Fußballspieler
- Zani, Marigona (* 1996), albanische Fußballspielerin
- Zani, Mauro (* 1949), italienischer Politiker, Mitglied der Camera dei deputati, MdEP
- Zanias, Giorgos (* 1955), griechischer Wirtschaftswissenschaftler und Finanzminister
- Zaniboni, Antonio († 1767), italienischer Dichter, Librettist und Redner
- Zaniboni, Tito (1883–1960), italienischer Politiker und Attentäter
- Žanić, Pavao (1918–2000), kroatischer Geistlicher, römisch-katholischer Bischof von Mostar-Duvno
- Zanicchi, Iva (* 1940), italienische Sängerin und Politikerin, MdEP
- Zanichelli, Elena (* 1973), italienische Kunsthistorikerin
- Zanier, Werner (* 1959), deutscher Provinzialrömischer Archäologe
- Zaniewska, Sandra (* 1992), polnische Tennisspielerin
- Zanin, Bruno (1951–2024), italienischer Schauspieler und Autor
- Zanin, Mario (1890–1958), italienischer Geistlicher und vatikanischer Diplomat
- Zanin, Mario (* 1940), italienischer Radsportler
- Zanini, Emilie Marie (1808–1831), österreichische Schriftstellerin
- Zanini, Emilio (1866–1922), Schweizer Lehrer und Schriftsteller
- Zanini, Lino (1909–1997), italienischer Geistlicher, römisch-katholischer Erzbischof und Diplomat des Heiligen Stuhls
- Zanini, Luigi (1896–1968), schweizerisch-italienischer Bildhauer und Maler
- Zanini, Marcel (1923–2023), französischer Jazzmusiker (Klarinette, Tenorsaxophon) und Chansonnier, Schauspieler
- Zanini, Maurizio (* 1949), italienischer Diplomat
- Zanini, Paolo (1871–1914), Schweizer Architekt
- Zanini, Peter von (1786–1855), österreichischer Kriegsminister
- Zanini, Stefano (* 1969), italienischer Radrennfahrer und Sportlicher Leiter
- Zaninović, Ana (* 1987), kroatische Taekwondoin
- Zaninović, Lucija (* 1987), kroatische Taekwondoin
- Zaninović, Vinko (* 1987), kroatischer Cyclocross- und Straßenradrennfahrer
- Zaniolo, Nicolò (* 1999), italienischer Fußballspieler
- Zanirato, Gianfranco (* 1943), deutscher Fußballspieler
- Zaniroli, Patrick (* 1950), französischer Rallye-Raid-Fahrer und Motorsportjournalist
- Zanitzer, Martina (* 2005), italienische Skispringerin und Nordische Kombiniererin

### Zanj
- Zanjani, Nina (* 1981), schwedische SchauspielerinNina Zanjani (* 1981)

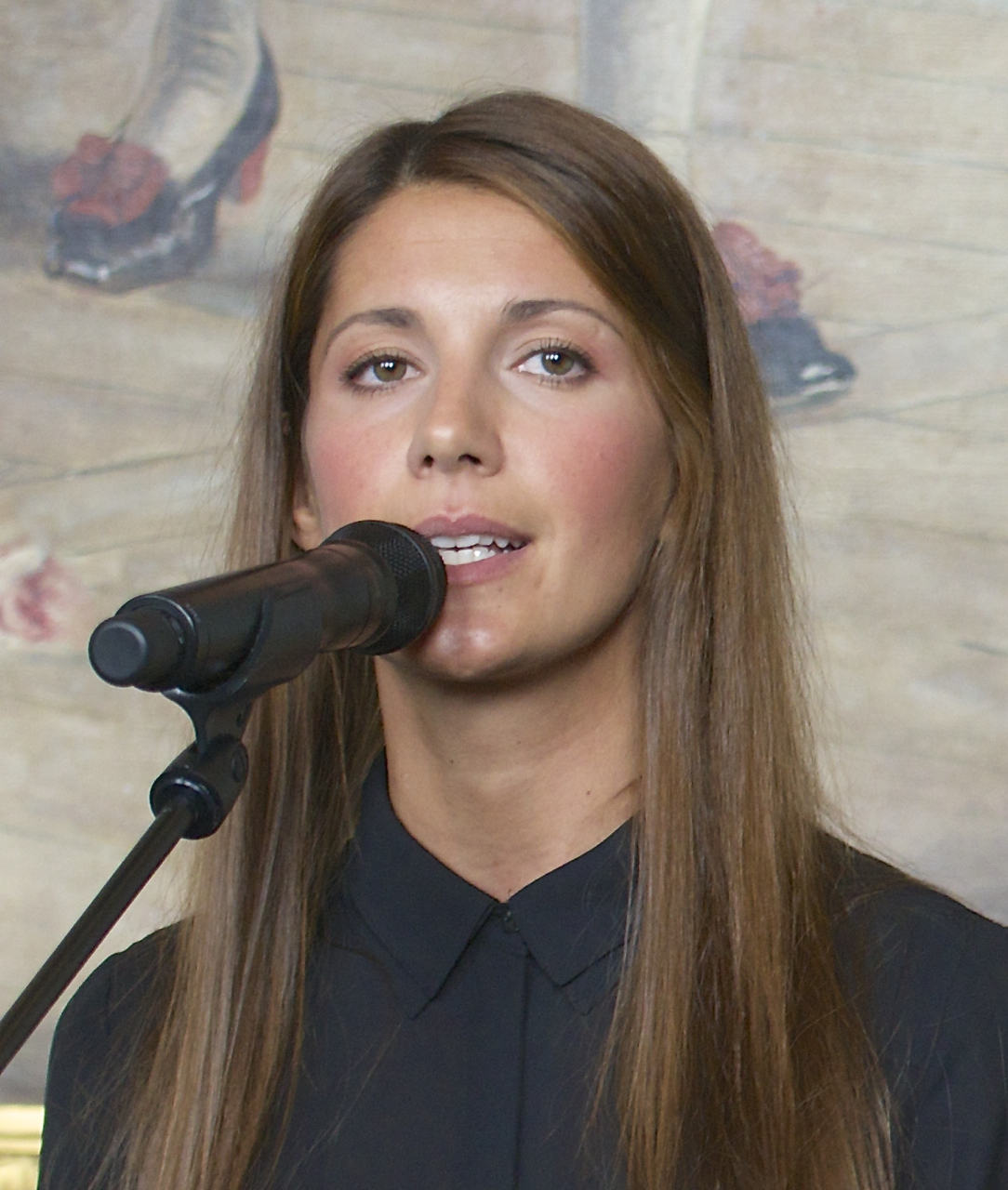
Nina Zanjani (* 1981)

### Zank
- Zank, Arne (* 1970), deutscher Musiker
- Zank, Hans (1889–1967), deutscher Maler und Grafiker
- Zank, Ralf (* 1960), deutscher Musiker, Posaunist in Staatskapelle Berlin
- Zank, Wolfgang (* 1952), deutscher Wirtschafts- und Sozialhistoriker
- Zanka (* 1990), dänisch-gambischer Fußballspieler
- Zankawi, Ali Mohamed al- (* 1984), kuwaitischer Hammerwerfer
- Zanke, Susanne (* 1945), österreichische Filmregisseurin und Drehbuchautorin
- Zankel, Bobby (* 1949), amerikanischer Jazz-Saxophonist
- Zankel, Erwin (* 1941), österreichischer Journalist
- Zankel, Sönke (* 1973), deutscher Lehrer, Autor und Historiker
- Zänker, Eberhard (* 1935), deutscher Historiker und Englischlehrer
- Zanker, Harald (* 1964), deutscher Politiker (SPD)
- Zänker, Heinrich (1902–1984), deutscher Ruderer
- Zanker, Herbert (* 1963), deutscher Fußballtrainer und Kommunalpolitiker
- Zänker, Otto (1876–1960), deutscher evangelischer Theologe
- Zanker, Paul (* 1937), deutscher Klassischer Archäologe
- Zanki, Edo (1952–2019), deutscher Musiker, Sänger und ProduzentEdo Zanki (1952–2019)

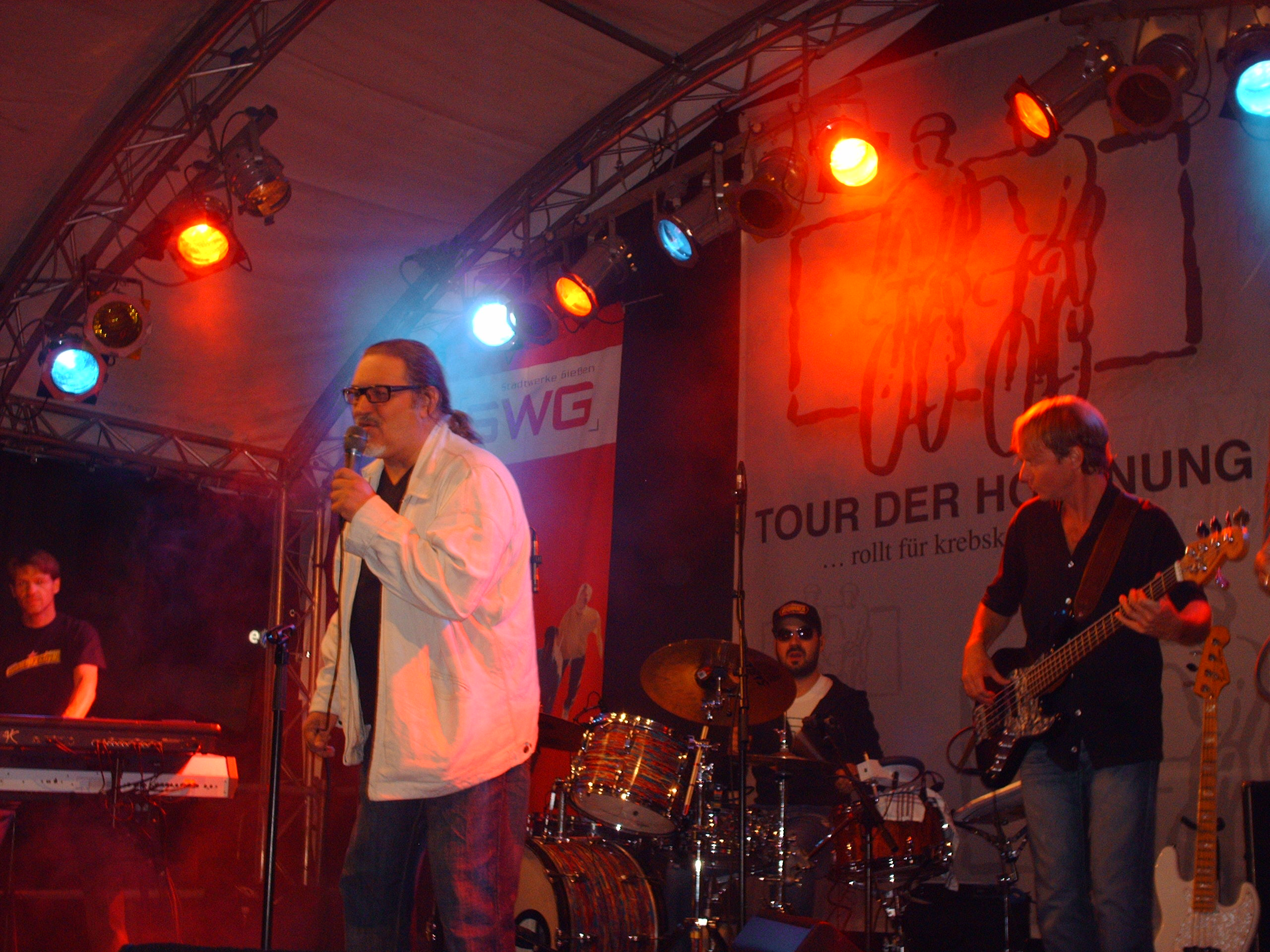
Edo Zanki (1952–2019)

- Zankl, Albert (* 1954), deutscher Kommunalpolitiker
- Zankl, Franz Rudolf (1937–2016), deutscher Historiker, Kustos im Historischen Museum Hannover
- Zankl, Gustav (* 1929), österreichischer Maler, Grafiker, Designer und Kunsterzieher
- Zankl, Hans, österreichischer Tischtennisspieler
- Zankl, Hans Ludwig (1911–1977), deutscher Journalist, Zeitungswissenschaftler und Werbefachmann
- Zankl, Heinrich (* 1941), deutscher Humanbiologe und Hochschullehrer
- Zankl, Helga (* 1927), österreichische Schriftstellerin
- Zankl, Horst (1944–1987), österreichischer Theaterregisseur, Opernregisseur und Theaterleiter
- Zankl, Hubert (1911–1989), österreichischer Politiker (SPÖ), Abgeordneter zum Nationalrat
- Zankl, Inge (* 1947), österreichische Politikerin (SPÖ), Landtagsabgeordnete und Gemeinderätin
- Zankl, Karl († 1945), österreichischer Fußballspieler
- Zankl, Peter (* 1961), deutscher Eishockeytorhüter
- Zankl, Robert (* 1973), österreichischer Fußballspieler
- Zankl, Rudolf (1920–1974), deutscher Angestellter und Politiker (SPD), MdL Bayern
- Zankl, Wilfried (* 1976), österreichischer Politiker (SPÖ)
- Zankl, Wolfgang (* 1959), österreichischer Jurist
- Zänkner, Richard (1907–1998), deutscher SED- und FDGB-Funktionär, MdV
- Zankova, Iskra (* 1945), bulgarisch-deutsche Balletttänzerin, Ballettpädagogin und Tanzkritikerin
- Zankow, Aleksandar (1879–1959), bulgarischer Politiker und Ministerpräsident
- Zankow, Bobi (1979–2010), bulgarischer Journalist und Radiomoderator
- Zankow, Dragan (1828–1911), bulgarischer Politiker und Ministerpräsident
- Zankow, Kirjak († 1903), bulgarischer Revolutionär und liberaler Politiker
- Zankow, Slantschesar (* 1959), bulgarischer Badmintonspieler
- Zankow, Stefan (1881–1965), bulgarisch-orthodoxer Erzpriester

### Zann
- Zann, Lenore (* 1959), australisch-kanadische Schauspielerin, Synchronsprecherin und Politikerin
- Zanna, Danilo (* 1982), italienisch-türkischer Koch und Moderator
- Zannas, Alexandros (1892–1963), griechischer Industrieller und Politiker
- Zannekin, Nicolaas († 1328), flämischer Rebellenführer
- Zanner, Beate (* 1982), deutsche Radrennfahrerin
- Zanner, Levin († 1641), deutscher Freireuter (Freischärler, Freikorpsführer) im Dreißigjährigen Krieg
- Zanner, Peter (* 1968), deutscher Leichtathlet
- Zannetti, Francesco (1737–1788), italienischer Komponist der Vorklassik und Opernsänger (Tenor)
- Zanni, Marco (* 1986), italienischer Politiker (Lega)
- Zanni, Reto (* 1980), Schweizer Fußballspieler
- Zanni, Rodolfo (1901–1927), argentinischer Komponist und Dirigent
- Zanni, Sergio (* 1942), italienischer Maler und Bildhauer
- Zannichelli, Gian Girolamo (1661–1729), italienischer Chemiker, Botaniker und Naturwissenschaftler
- Zannier, Lamberto (* 1954), italienischer Diplomat
- Zannier, Umberto (* 1957), italienischer Mathematiker
- Zannin, Rudolf (* 1925), deutscher Fußballspieler
- Zannini, Patrizia (* 1965), deutsche Autorin
- Zannoni, Arthur E. (* 1942), US-amerikanischer römisch-katholischer Theologe
- Zannoni, Kevin (* 2000), italienischer Motorradrennfahrer
- Zannowich, Stefano (1751–1786), montenegrinischer Schriftsteller, Abenteurer, Spieler, Betrüger und Hochstapler

### Zano
- Zano, Nick (* 1978), US-amerikanischer SchauspielerNick Zano (* 1978)

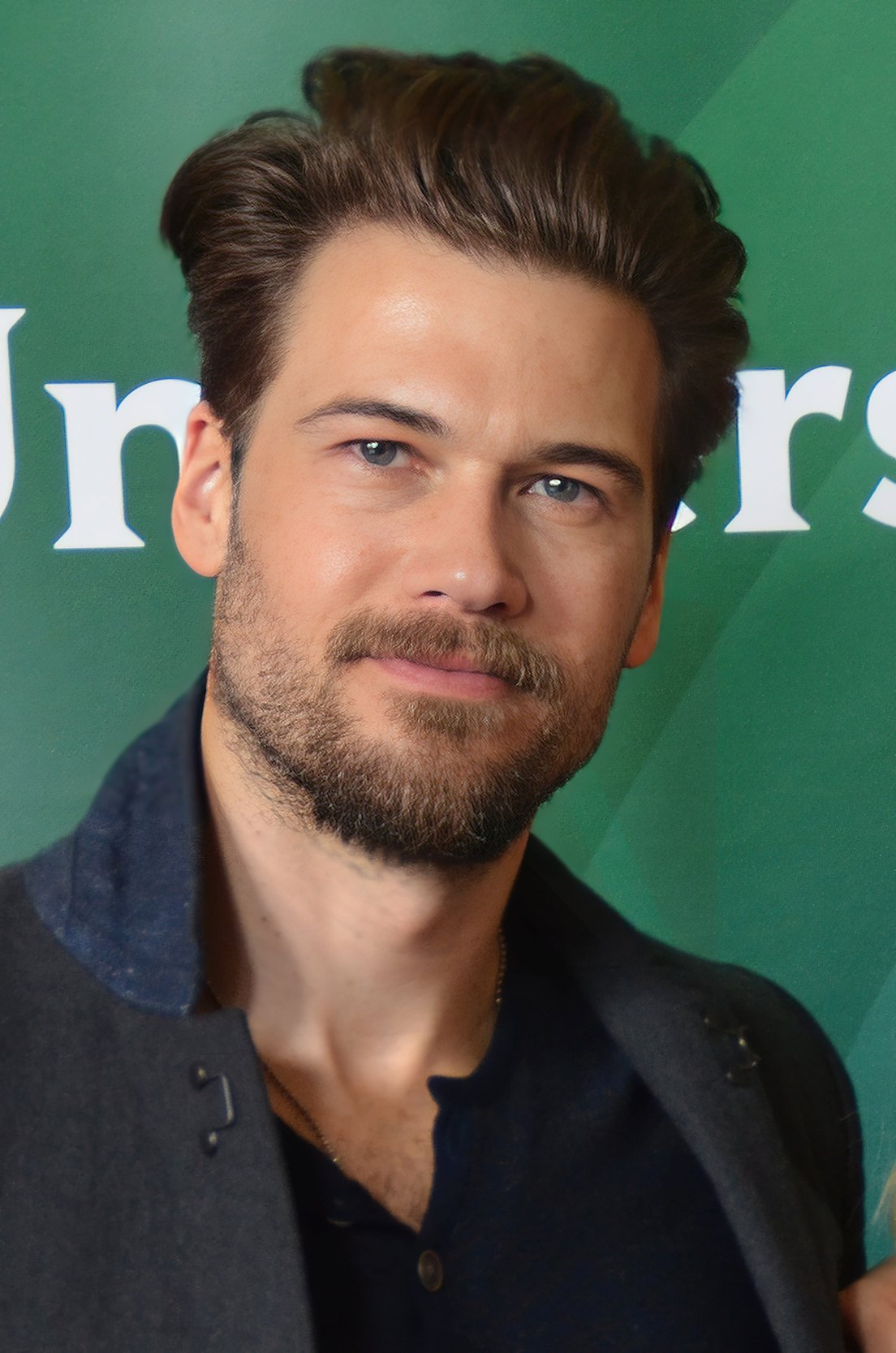
Nick Zano (* 1978)

- Zanobi de Gianotis, Bernardino († 1541), Architekt, Bildhauer und Steinmetz der Renaissance
- Zanolari, Angelika (* 1951), Schweizer Politikerin (SVP)
- Zanoletti, Costanza (* 1980), italienische Skeletonpilotin
- Zanoli, Emanuel Ciolina (1796–1832), Parfümhersteller und erster Kölner Karnevalsprinz
- Zanoli, Henk (1923–2015), niederländischer Rechtsanwalt und Mitglied des niederländischen Widerstands während des Zweiten Weltkriegs
- Zanoli, Michel (1968–2003), niederländischer Radrennfahrer
- Zanolini, Camilla (* 2003), italienische Tennisspielerin
- Zanolini, Cesare (1823–1902), italienischer Generalmajor, Politiker, Mitglied der Abgeordnetenkammer und Senator
- Zanolini, Umberto (1887–1973), italienischer Turner
- Zanolla, Maurizio (* 1958), italienischer Kletterer
- Zanolli, Lea (1899–1995), italienisch-schweizerische Plastikerin, Zeichnerin und Mosaizistin
- Zanolli, Victoria (* 2005), argentinische Leichtathletin
- Zanon, Christoph (1951–1997), österreichischer Autor
- Zanon, Elisabeth (* 1955), österreichische Politikerin (ÖVP) und Ärztin
- Zanon, Greg (* 1980), kanadischer Eishockeyspieler
- Zanon, Karl (1920–1992), italienischer Agronom und Politiker (Südtirol)
- Zanon, Nicola (* 1996), italienisch-thailändischer Skirennläufer
- Zanonato, Flavio (* 1950), italienischer Politiker (Partito Democratico), MdEP
- Zanoncello, Enrico (* 1997), italienischer Radrennfahrer
- Zanone, Renato (1903–1982), italienischer Radrennfahrer
- Zanone, Valerio (1936–2016), italienischer Politiker (PLI)
- Zanoni, Andrea (* 1965), italienischer Politiker, MdEP
- Zanoni, Giacomo (1615–1682), italienischer Botaniker
- Zanoni, Ludovic (1935–2021), rumänischer Radrennfahrer
- Zanoni, Marco (* 1991), deutsch-italienischer Spielfilmeditor und Colorist
- Zanoški, Tomislav (* 1984), kroatisch-kanadischer Eishockeyspieler
- Zanotelli, Hans (1927–1993), deutscher Dirigent
- Zanotelli, Marlon (* 1988), brasilianischer Springreiter
- Zanotti Bianco, Umberto (1889–1963), italienischer Klassischer Archäologe
- Zanotti, Eustachio (1709–1782), italienischer Geometer und Astronom
- Zanotti, Gabi (* 1985), brasilianische Fußballspielerin
- Zanotti, Giampietro (1674–1765), italienischer Maler, Radierer, Kunsthistoriker und Dichter
- Zanotti, Giuseppe (* 1957), italienischer Schuh- und TaschendesignerGiuseppe Zanotti (* 1957)

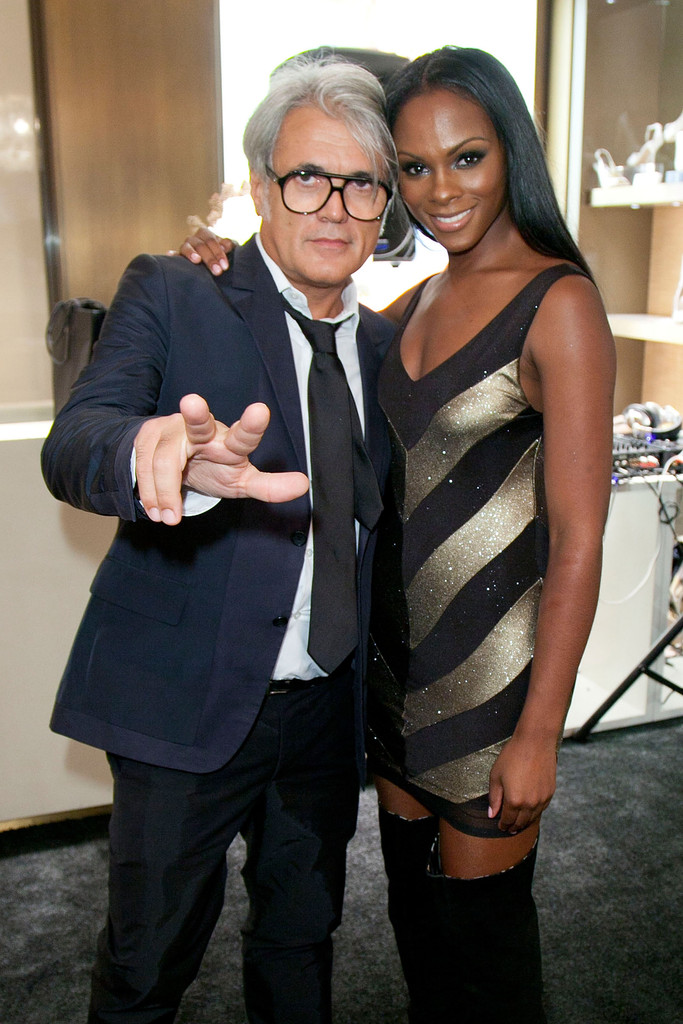
Giuseppe Zanotti (* 1957)

- Zanotti, Guerrino (* 1962), san-marinesischer Politiker
- Zanotti, Marco (* 1974), italienischer Radrennfahrer
- Zanotti, Marco (* 1988), italienischer Radrennfahrer
- Zanotti, Marino (* 1952), san-marinesischer Politiker
- Zanotti, Massimo (* 1964), san-marinesischer Fußballspieler
- Zanotti, Mattia (* 2003), italienischer Fußballspieler
- Zanotto, Francesco (1794–1863), italienischer Kunsthistoriker
- Zanotto, Kendra (* 1981), US-amerikanische Synchronschwimmerin
- Zanovello, Tullio (* 1962), schweizerisch-italienischer Autor und Künstler
- Zanow, Ilija (1835–1901), bulgarischer Politiker
- Zanowicz, Wiesław (* 1952), polnisch-deutscher Theater- und Filmschauspieler, Regisseur und Chanson-Sänger

### Zans
- Zänsler, Anneliese (1927–2023), deutsche Opern- und Operettensängerin (Sopran), Gesangspädagogin und Musikwissenschaftlerin
- Zanstra, Herman (1894–1972), niederländischer Astronom
- Zanstra, Margot (1919–2010), niederländische Balletttänzerin und Bildhauerin

### Zant
- Zant, Rosa, Kinderschauspielerin
- Zant, Stefan (* 1977), deutscher Freestyle-Skiinger
- Zant, Ulrich, salzburgischer römisch-katholischer Geistlicher
- Zantani, Zantani Muhammad az- († 2025), libyscher Politiker, Präsident (1992–2008)
- Zantedeschi, Aurora (* 2000), italienische Tennisspielerin
- Zantedeschi, Francesco (1797–1873), italienischer Priester und Physiker
- Zanten, Cornélie van (1855–1946), niederländische Opernsängerin (Mezzosopran/Alt)
- Zanten, David van (* 1982), irischer Fußballspieler
- Zanter, Peter (* 1965), deutscher Fußballspieler
- Zanth, Ludwig von (1796–1857), deutscher Architekt, Architekturtheoretiker und Aquarellmaler
- Zanthier, August Carl Alexander von (1734–1815), deutscher Hofbeamter und Autor
- Zanthier, Christoph Friedrich (1671–1760), preußischer Major und anhaltinischer Landrat
- Zanthier, Christoph Jobst (1679–1724), fürstlich-anhalt-köthen'scher Hofmeister, königlich-polnischer und kurfürstlich-sächsischer Geheimer Etats-Rat und Rittergutsbesitzer
- Zanthier, Hans Dietrich von (1717–1778), gräflich Stolbergischer Oberforst- und Jägermeister
- Zanthier, Hans Dietrich von (1856–1925), preußischer Landrat und Politiker
- Zanthier, Heinrich Dietrich von (1676–1729), sächsischer Landtagsabgeordneter
- Zanthier, Joachim von (* 1964), deutscher Experimentalphysiker und Hochschullehrer
- Zantke, Stephan (* 1961), deutscher Amtsrichter und Sachbuchautor
- Zantner-Busch, Dorothea (1874–1962), deutsche Heimatschriftstellerin und Stifterin
- Zantop, Half (1938–2001), deutsch-amerikanischer Geologe und Hochschullehrer
- Zantop, Susanne (1945–2001), deutsch-amerikanische Politikwissenschaftlerin und Germanistin
- Žantovský, Michael (* 1949), tschechischer Psychologe, Journalist, Schriftsteller und Diplomat

### Zanu
- Zanuck, Darryl F. (1902–1979), US-amerikanischer Filmproduzent und Drehbuchautor
- Zanuck, Lili Fini (* 1954), US-amerikanische Filmproduzentin und Filmregisseurin
- Zanuck, Richard D. (1934–2012), US-amerikanischer FilmproduzentRichard D. Zanuck (1934–2012)

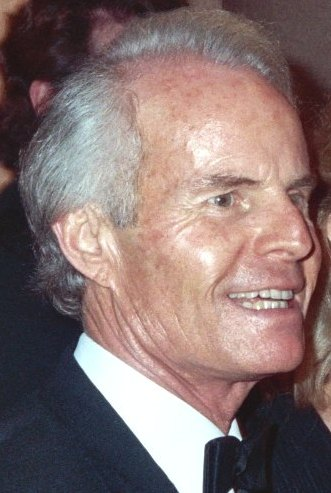
Richard D. Zanuck (1934–2012)

- Zanusi, Jacob (1679–1742), österreichischer Barockmaler
- Zanuso, Marco (1916–2001), italienischer Industriedesigner und Architekt der Moderne
- Zanussi, Krzysztof (* 1939), polnischer Filmproduzent und Regisseur
- Zanussi, Marc (1959–2004), luxemburgischer Politiker und Sportfunktionär
- Zanussi, Per (* 1977), norwegischer Jazz-Bassist, Bandleader und Komponist
- Zanussi, Ron (* 1956), kanadischer Eishockeyspieler

### Zanv
- Zanvit, S.A. (* 1950), Schweizer Kunstmaler, Zeichner und Grafiker

### Zany
- Zany (* 1974), niederländischer DJ und Musikproduzent

### Zanz
- Zanzottera, Cesare (1886–1961), italienischer Radrennfahrer
- Zanzottera, Luigi (1926–2005), italienischer Ordensgeistlicher, Weihbischof in Huaraz
- Zanzotto, Andrea (1921–2011), italienischer Dichter
- Zanzuri, Viki (* 1990), israelischer Fußballspieler